# دینو لیپاتی
دینو لیپاتی (انگلیسی: Dinu Lipatti؛ تلفظ رومانیایی: [ˈdinu liˈpati] ()؛ ۱۹ مارس ۱۹۱۷ – ۲ دسامبر ۱۹۵۰) یک موسیقی‌دان و نوازنده پیانو اهل رومانی بود.
او در سن ۳۳ سالگی و در اثر ابتلا به لنفوم هوچکین درگذشت.